# Glaucocharis bifidella
Glaucocharis bifidella là một loài bướm đêm trong họ Crambidae.